# Lục Giác Mùa Đông

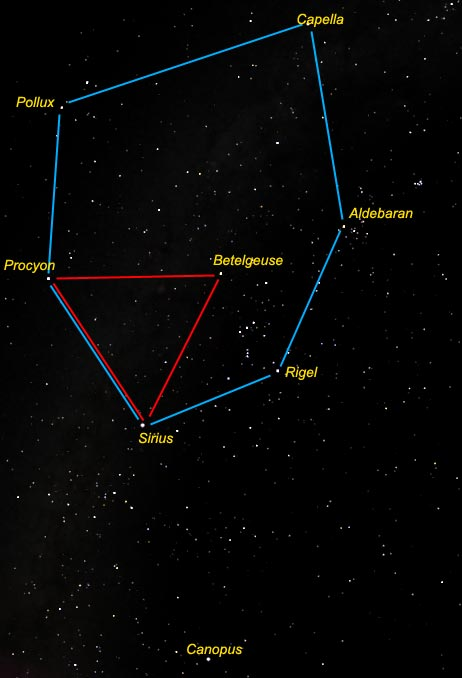
Đỏ = Tam Giác Mùa Đông, Lam = Lục Giác Mùa Đông

Lục Giác Mùa Đông hay Vòng Tròn/Trái Xoan Mùa Đông là một mảng sao xuất hiện dưới dạng lục giác với các đỉnh nằm tại các sao Rigel (sao Sâm 7), Aldebaran (sao Tất 5), Capella (sao Ngũ Xa 2), Pollux (sao Bắc Hà 3)/Castor (sao Bắc Hà 2), Procyon (sao Nam Hà 3) và Sirius (sao Thiên Lang). Nó chủ yếu gần như nằm trên bầu trời Bắc bán cầu. Tại phần lớn các vị trí trên Trái Đất (ngoại trừ đảo South của New Zealand cũng như miền nam Chile và Argentina cùng các điểm xa hơn về phương nam) thì mảng sao này là rõ nét trên bầu trời từ khoảng tháng 12 cho tới tháng 3 năm sau. Tại khu vực nhiệt đới và nam bán cầu (ở bán cầu này gọi là "lục giác mùa hè") nó có thể được mở rộng tới ngôi sao sáng Canopus (sao Lão Nhân hay Nam Cực Lão Nhân) ở phía nam.
Một vài ngôi sao trong lục giác cũng có thể được tìm độc lập với nhau bằng cách theo các đường khác nhau đi qua các ngôi sao khác nhau trong chòm sao Lạp Hộ.
Các ngôi sao trong lục giác là một phần của sáu chòm sao khác nhau. Tính ngược chiều kim đồng hồ xung quanh lục giác, bắt đầu từ Rigel, thì các chòm sao này là Lạp Hộ, Kim Ngưu, Ngự Phu, Song Tử, Tiểu Khuyển và Đại Khuyển.
Vòng Tròn/Trái Xoan Mùa Đông là tương tự, với cả hai ngôi sao Castor và Pollux, cộng thêm sao Menkalinan (β Aurigae hay Ngự Phu β), đều được tính là thuộc vòng tròn hay trái xoan này.
Ngoài ra, còn một kiểu gọi khác là mảng sao chữ G. Mảng sao chữ G bao gồm các sao Aldebaran, Capella, Menkalinan, Castor, Pollux, Procyon, Sirius, Rigel, Bellatrix (γ Orionis hay Lạp Hộ γ) và Betelgeuse. Khi nối theo trật tự vừa liệt kê, từ Aldebaran tới Betelgeuse (nhưng không nối 2 ngôi sao này lại với nhau), sẽ thu được chữ G.

## Tam Giác Mùa Đông
Nhỏ hơn và có hình dạng đều hơn là Tam Giác Mùa Đông, với hình dạng gần giống như một tam giác đều, chia sẻ 2 đỉnh (Sirius và Procyon) với Lục Giác Mùa Đông. Đỉnh thứ ba của tam giác này là Betelgeuse (sao Sâm 4). Ba ngôi sao này cũng là ba trong số 10 ngôi sao sáng nhất, khi quan sát từ Trái Đất, ngoài các thiên thể của hệ Mặt Trời. Betelgeuse cũng là ngôi sao dễ tìm, do nó nằm trên vai của chòm sao Lạp Hộ (Orion), điều này hỗ trợ những người quan sát sao trong việc tìm kiếm tam giác. Một khi đã định vị được tam giác này thì lục giác lớn hơn cũng có thể được tìm thấy.
Tại Việt Nam, vào cuối tháng 12 khi trời vừa tối đã có thể thấy tam giác sao này ở trên chân trời phía đông, đến thời điểm cuối tháng 5 nó đã ở phía tây và chuẩn bị biến mất vào tháng 6.